# Mesas separadas
Mesas separadas es una película de 1958 dirigida por Delbert Mann y protagonizada por David Niven, Deborah Kerr, Rita Hayworth y Burt Lancaster. 

## Argumento
La película está ambientada en el Hotel Beauregard de Bournemouth, en la costa sur de Inglaterra. El comandante David Angus Pollock (David Niven) intenta, pero no logra, ocultar un artículo sobre sí mismo en el West Hampshire Weekly News. Su intento de mantener el artículo alejado de los ojos de los demás huéspedes  solo logra aumentar su interés sobre el mismo, en particular de la estricta Railton-Bell (Gladys Cooper) y la más relajada y compasiva Lady Matheson (Cathleen Nesbitt). Las dos mujeres leen en el periódico que el comandante Pollock se declaró culpable de acosar sexualmente a varias mujeres jóvenes en un teatro. Sin embargo, las denuncias presentadas son, en sí mismas, cuestionables. La Sra. Railton-Bell quiere que el Mayor Pollock sea expulsado del hotel y organiza una reunión con otros residentes del hotel para tomar una decisión antes de presentar una petición a la gerente, Pat Cooper (Wendy Hiller). Railton-Bell dirige la reunión que aboga por la expulsión del Mayor y, a pesar de las opiniones opuestas de los otros residentes, le informa a la Cooper que el Mayor debe irse.
Anne (Rita Hayworth) y John (Burt Lancaster), que anteriormente estaban casados, están afuera. Anne se burla fríamente de John, informándole que está comprometida. John le dice que él también está comprometido, pero no revela que se trata de Pat Cooper. John sostiene que aunque Anne podría haberse casado con un hombre más rico e importante, lo eligió a él, un hombre de una clase económica más baja, para manipularlo y degradarlo por completo. A pesar de esto, John y Anne admiten que todavía se sienten atraídos el uno por el otro. Ella le pide que vaya a su habitación.
Mientras entran al hotel, Cooper le dice a Anne que tiene una llamada telefónica. Cooper le pide a John, sabiendo que Anne es su exesposa, que considere la verdadera razón de la visita de Anne. John defiende a Anne al principio, alegando que todas sus desgracias son culpa suya, pero cambia de opinión cuando la señorita Cooper le dice que Anne está hablando por teléfono con su editor, la única persona que sabe que John y la señorita Cooper están comprometidos. John se enfrenta a Anne en su dormitorio. Cuando ella intenta seducirlo, él le dice con crueldad que, a la luz, puede ver que ella ha envejecido y que sin su belleza física le será imposible seguir manipulando a la gente. Ella le ruega que se quede, pero él sale corriendo del hotel después de golpearla. Anne tiene un colapso emocional y la señorita Cooper la consuela. Anne revela que en realidad no está comprometida y ha estado abusando de las pastillas para dormir para aliviar su dolor, incluso durante el día.
A la mañana siguiente, la oprimida hija de la señora Railton-Bell, Sibyl (Deborah Kerr), le dice al comandante Pollock que sabe lo que hizo. Explica que siempre le ha tenido miedo a la gente y que le resulta más fácil tratar de familiarizarse con extraños. El mayor Pollock le dice a Sibyl que él y ella se llevan bien porque ambos le temen a la vida. Cuando regresa a su habitación para empacar, a Sibyl le preocupa que no encuentre un nuevo hogar.
Cuando John regresa por la mañana, Cooper le dice que Anne no se encuentra bien emocionalmente y le pide que la vea antes de que se vaya del hotel. Después de que John se va, Cooper intenta persuadir al mayor Pollock para que se quede, pero él se niega. Los residentes del hotel desayunan en mesas separadas en el comedor. John y Anne parecen reconciliarse, pero no saben si alguna vez podrán ser felices, juntos o separados.
Cuando el mayor Pollock entra en la habitación, se produce un silencio incómodo hasta que John lo salude. Los demás hacen lo mismo y conversan alegremente con él. Railton-Bell está enojada por ello y exige que Sibyl se vaya con ella. Sibyl se niega a obedecer la orden de su madre por primera vez e insiste en quedarse para terminar su desayuno. Después de que su madre se va, comienza a hablar con el Mayor Pollock, quien decide quedarse en el hotel.

## Producción
La película está basada en una obra de teatro de Terence Rattigan, representada en Londres y en Broadway. Consta de dos obras breves (Table by the Window y Table by the Window ) en un acto, cada una centrada en una pareja: Major Pollock y Sybil Railton-Bell, John Malcolm y Anne Shankland, los mismos actores que interpretan a las dos parejas. Rattigan vendió los derechos de la obra con la condición de que pudiera escribir la adaptación cinematográfica. Con la ayuda de John Gay y John Michael Hayes, unió las dos historias y agregó algunos personajes. Variety escribió: "Rattigan y John Gay han combinado magistralmente las dos obras de teatro en un largometraje de nivel y absorbente".
Burt Lancaster, que había fundado su propia productora con Harold Hecht y James Hill, produjo la película y, para conservar el toque británico de la obra, contrató a Laurence Olivier como director y actor para el papel del Mayor Pollock, y a su esposa Vivien Leigh para interpretar a Anne Shankland. Laurence Olivier quería que Spencer Tracy interpretara el papel de John Malcolm. Después de que Burt Lancaster decidiera que quería interpretar el papel, Olivier le dijo que si Tracy no interpretaba el papel, tanto él como Vivien Leigh quedarían fuera de escena. Lancaster se mantuvo firme y despidió a Olivier.  Delbert Mann, quien había ganado cuatro premios Óscar por la película Marty, también una producción de Hecht-Hill-Lancaster, asumió la dirección. James Hill nominó a Rita Hayworth, su esposa, para el papel de Anne Shankland. 
Delbert Mann expresó en una entrevista sus dudas con respecto a su elección como director: "Mi primer instinto fue que yo era el tipo de director equivocado, nunca había estado en Bournemouth ni había experimentado esa vida de hotel pequeño totalmente británica; pero Harold Hecht me envió allí para investigarlo, y en medio día había encontrado prototipos de todos los personajes sobre los que Terry había escrito […]. Nuestro principal problema fue conseguir un guion que convirtiera las dos obras originales en una sola línea narrativa, y tuvimos unos cinco intentos con diferentes escritores, incluido el propio Terry, antes de que finalmente lo consiguiéramos. Incluso entonces, todavía tenía grandes reservas sobre David: el papel del comandante era muy diferente de todo lo que le había visto hacer antes”.
A pesar de su desacuerdo, Laurence Olivier y Burt Lancaster, reconciliados, volverían a encontrarse un año después en El discípulo del diablo, otra producción de Hecht-Hill-Lancaster.
Delbert Mann opinó sobre Rita Hayworth: "Era un buen papel para ella por la edad del personaje, el hecho de que seguía siendo una mujer fascinante, muy elegante y refinada, pero terriblemente sola y asustada. Estas son también las características del personaje, y por lo tanto ella podría comprenderlas, apropiarse de ellas." 
Rod Taylor accedió a desempeñar un pequeño papel en la película debido a la calidad de la producción.
Los créditos se dividieron entre Deborah Kerr y Rita Hayworth: Hayworth apareció por encima de Kerr en los carteles, mientras que Kerr hizo lo propio en la película, una práctica seguida por James Stewart y John Wayne cuatro años después para The Man Who Shot Liberty Valance y más tarde por Robert Redford y Dustin Hoffman en Todos los hombres del presidente (1976). 

## Recepción
El crítico de los 39escalones opina que la película "constituye, ante todo, un extraordinario recital interpretativo, un auténtico disfrute de lo que implica la profesión de actor. Lo consigue, además, contrastando dos escuelas a priori diametralmente opuestas, la británica, sostenida principalmente gracias a su excelsa tradición teatral, y la estadounidense en su versión ajena a Broadway, la edificada en torno a Hollywood [...} Mesas separadas proporciona una agridulce reflexión sobre la angustia del ser humano ante la soledad, la incertidumbre por el futuro, y la necesidad del ser humano de encontrarse en el rostro y en los ojos de sus semejantes. Uno de esos pequeños prodigios que hacen del cine, del gran cine, lo que es." 
Según Variety, las dos partes de la obra se han "combinado magistralmente para crear un largometraje inteligente y convincente". David Niven ofrece "una de las mejores actuaciones de su carrera". Deborah Kerr está "excelente" en su papel de "chica tímida y sin pretensiones que se siente completamente intimidada por su madre dominante y fuerte, a quien Gladys Cooper interpreta tan bien". Burt Lancaster muestra "una actuación matizada" y Rita Hayworth es "tan buena como su ex esposa".
Bosley Crowther de The New York Times escribió sobre la película que en "una atmósfera de tensión subyacente que el director Delbert Mann desarrolla y mantiene tan cuidadosamente como el estado de ánimo que gobierna la película, [...] los problemas de estas personas se entrelazan, complican y resuelven. finalmente, "la mezquindad, la pobreza y el patetismo de sus existencias retraídas y egocéntricas" quedaron asombrosamente expuestas. "La más brillante y sincera" del elenco es Deborah Kerr: ella "dio vida de forma conmovedora a la joven tímida y triste que tenía el ojo puesto en el comandante". Wendy Hiller también brilla como una "directora de hotel digna, valiente y fuerte".
El Redbook Magazine dijo que Mesas separadas será recordada por los "excelentes bocetos de personajes y grandes actuaciones de los actores". David Niven ofrece "una actuación que está muy por encima de todo lo que ha tocado antes". Todas las actuaciones, "hasta el papel más pequeño", son "memorables" y cada personaje individual es "tan cautivador y fascinante que el interés por la película nunca decae". Cue Magazine consideró que el doble drama de Rattigan y John Gay fue "transformado hábil, elegante y efectivamente en una película única y sobresaliente" que podría clasificarse entre las mejores del año. El "gran elenco" aportó "actuaciones sobresalientes". Según TV Guide, era de esperar que Niven y Hiller "actuaran fantástico". Es con "verdadera sorpresa" que Rita Hayworth es vista como la divorciada vulnerable que se da cuenta de que su belleza se está desvaneciendo.
"Las dos tramas [...] se han fusionado en un entorno denso y una imagen de personajes en forma de una obra de cámara psicológica", según el Lexikon des internationalen Films. La película fue "sensiblemente puesta en escena" y es "impresionante en términos de actuación". Para Cinema, es un "estudio de personajes [de alta] calidad" que podría considerarse una "versión [exitosa] de Grand Hotel ". "El hecho de que Mesas separadas se convirtiera en una película tan buena se debe principalmente a su excelente elenco", escribió Prisma. Rita Hayworth, la "estrella del glamour" por excelencia, caracterizó a su personaje de forma impresionante.

## Premios
Mesas separadas fue un éxito comercial y de crítica, recaudando varios millones de dólares para Columbia y recibiendo varias nominaciones al Óscar.
David Niven ganó el Premio de la Academia al Mejor Actor por su papel, estableciendo el récord actual de actuación más corta para ganar el premio.
La canción principal (música de Harry Warren, letra de Harold Adamson), escrita para la película, se convirtió en el sencillo más vendido de Vic Damone en Columbia Records. Según el autor Tony Thomas en su libro de 1975, "Harry Warren and the Hollywood Musical", el compositor David Raksin prefirió usar solo sus propias melodías en su partitura nominada al Óscar.

### Premios Óscar
| Categoría                                        | Persona                   | Resultado |
| ------------------------------------------------ | ------------------------- | --------- |
| Mejor película                                   | Mejor película            | Candidato |
| Mejor actor                                      | David Niven               | Ganador   |
| Mejor actriz                                     | Deborah Kerr              | Candidata |
| Mejor actriz de reparto                          | Wendy Hiller              | Ganadora  |
| Mejor guion basado en material de otro medio     | Terence Rattigan John Gay | Candidato |
| Mejor fotografía (blanco y negro)                | Charles Lang              | Candidato |
| Mejor música de una película dramática o comedia | David Raksin              | Candidato |

## Legado
Se realizaron dos nuevas películas con el mismo título para televisión, una argentina en 1974 y otra estadounidense en 1983 del director John Schlesinger.  En la versión de Schlesinger los dos actores principales desempeñan, como en la obra, dos papeles, Julie Christie interpreta a Shankland y a Railton-Bell, Alan Bates a John Malcolm y al major Pollock y Claire Bloom a Pat Cooper.